# 珠池街道
珠池街道，是中国广东省汕头市龙湖区下辖的一个街道。

## 地理概述
珠池街道，位于龙湖区的南部，地域范围包括珠池片区、内外充公村和妈屿岛3部分，街道办事处（简称街道办）于嵩山路中段珠池大厦。东隔新津河临新溪镇，南滨南海与濠江区达濠街道相望，西接金霞街道，北连新津街道。辖区面积13.6平方公里。海岸线加岛岸线15.9公里。

## 历史沿革
民国时期，珠池属澄海县第八区官埭乡所辖。当时，这里有居民点名为朱厝。因该地遍布坑池湿地，故人们称这一带为“朱池肚”中华人民共和国成立后，仍为官埭乡管辖。1958年3月8日，随下蓬乡划入汕头市郊区。1958年9月13日起，先后隶属郊区红光公社、官埭公社、五七公社、珠池公社和珠池区公所。1970年代，成立珠池人民公社时，因“肚”字显得俗气，便缩写并谐音取名为珠池。1980年8月26日，珠池的西北侧设置汕头经济特区。同年10月31日，珠池的广兴乡、充公乡、妈屿乡等划入特区龙湖加工区。1986年12月17日，郊区设置珠池街道办事处。1991年，龙湖区建立后，珠池街道为龙湖区辖。

## 行政区划
珠池街道共辖4个农村性质居委会（内充公、永安、妈屿、广兴）和12个城市居委会（珠东、珠南、珠樟、春泽、蓝田、中泰、金涛、世贸、丹华、天山）。

## 旅游
珠池街道有妈屿风景区。岛上有观海亭、新老妈祖宫、南海观音像、东海普陀山等多个旅游景点和爱国主义教育基地。海湾大桥跨过妈屿岛，并设有上落匝道，旅客经跨海大桥直可接到风景区观光、游泳。2004年，妈屿列入交通部陆岛交通工程补助项目对象，在龙湖区、珠池街道及村配合下，共筹资300多万元，兴建陆岛交通工程，其中有南岸渡口改造工程，配套广场、步行街、海堤加同及护栏、路灯、体育运动场等。

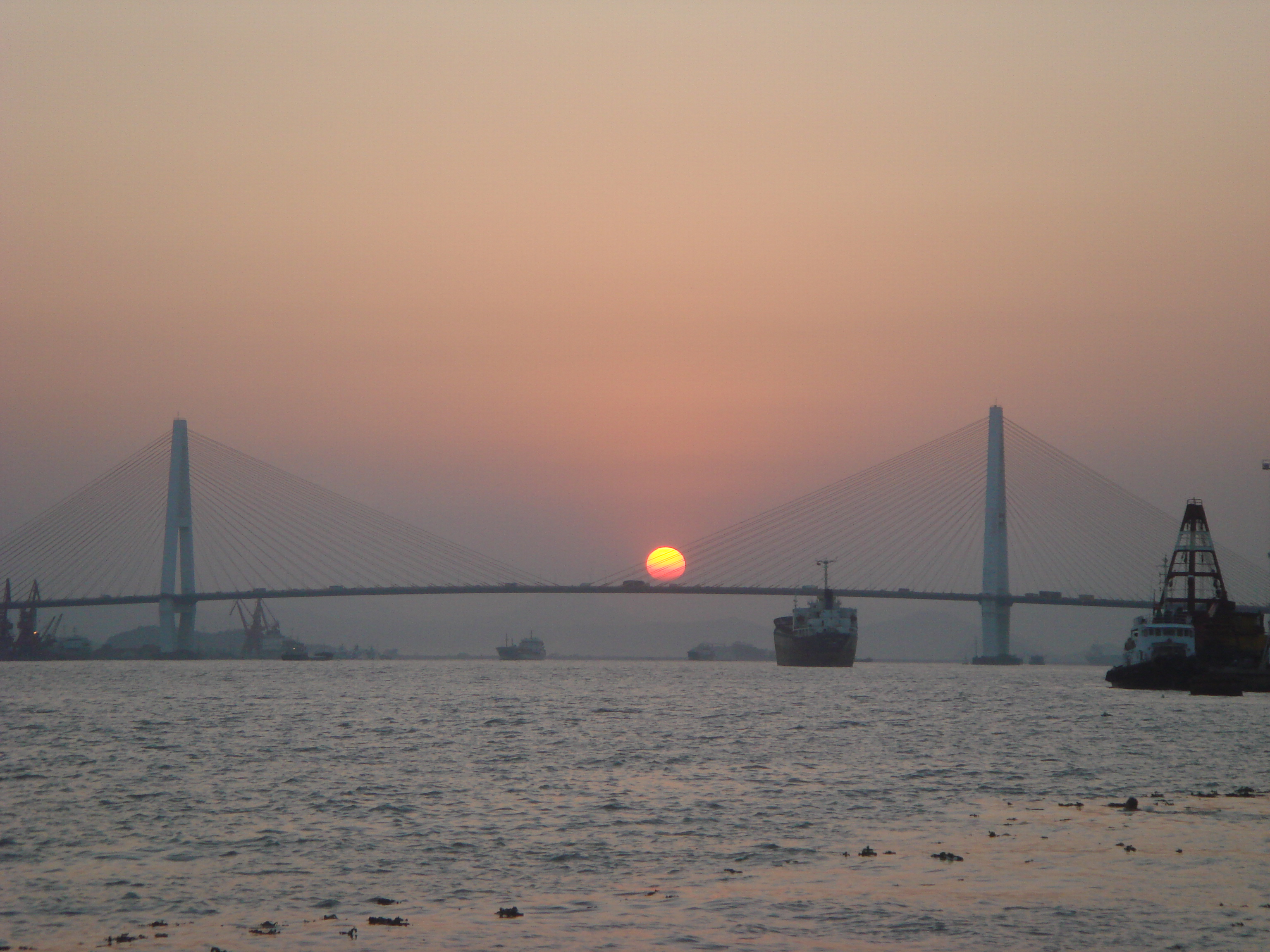
从汕头港向西看礐石大桥

## 工业
街道辖区内有汕头港珠池深水港区、国际集装箱码头、疏港铁路、海湾大桥、广梅汕铁路客运站、深汕高速公路等基础设施：街道有珠池工业公司工业区、充公工业区、永安工业区、珠池工业区，有工业企业106家；有易初莲花、新城市广场、奋发园电脑城、苏宁电器等大型购物广场；有餐饮大型企业帝豪大酒店、皇城大酒楼。

## 教育
珠池街道教育事业丰富。至2003年，新建蓝田中学、锦泰中学、丰华中学、世贸中学等4所中学，汕头商业学校、汕头经济管理干部学校等大中专学校，汕头对外劳务业余学校，此外还有、永安小学、广兴小学、珠池小学、中泰小学、金砂文武学校、凤兰小学、精英小学等教育资源。